# Gourhel
Gourhel en idioma francés y oficialmente, Gourhael en bretón,  es una localidad y comuna francesa en la región administrativa de Bretaña, en el departamento de Morbihan. 

## Demografía
| 157 | 177 | 257 | 366 | 418 | 402 |
| Para los censos de 1962 a 1999 la población legal corresponde a la población sin duplicidades (Fuente: INSEE [Consultar]) |     |     |     |     |     |